# Чаша
Чаша е съд, контейнер с форма на пресечен конус или цилиндър, отворен отгоре и с една или две дръжки или без дръжка, който се употребява за съхранение на течности, за пиене или наливане както на студени, така и на топли напитки. Понякога може да се използва за съхраняване на твърди вещества като захар, брашно, ориз, ядки и други.
Чашите имат голямо разнообразие на форма, големина, материал от който са изработени и предназначение. Така например високите стъклени чаши са за вода. В подобни чаши се пие и бирата. Чашите за вино са много по-различни, те имат основа (поставка), тънък ствол за който се хваща чашата и широка горна част. Чашите за кафе и чай са изработени обикновено от порцелан, но може и от виенско стъкло. Те са малки, с дръжка и малка чинийка под тях. Други материали за чаши са глина, дърво, камък, полистирол, пластмаса, алуминий или друг метал.
- Чаша с бира
- Чаша за вино
- Чашка за кафе
- Чаша за чай